# Куприянов, Афанасий Николаевич
Афанасий Николаевич Куприянов (1926 — ?) — бригадир вальцовщиков Артёмовского завода по обработке цветных металлов имени Э. И. Квиринга Министерства цветной металлургии СССР, Донецкая область, Герой Социалистического Труда (10.03.1976).
Место рождения: Владимирская область, Юрьев-Польский район, с. Крины.
Участник войны.
С 1956 г. работал на Артёмовском заводе по обработке цветных металлов имени Э. И. Квиринга Министерства цветной металлургии СССР, Донецкая область.
Герой Социалистического Труда (10.03.1976) — за высокие производственные показатели по итогам работы в 9-й пятилетке.
Награждён двумя орденами Ленина, орденом Трудового Красного Знамени, орденом Отечественной войны 2 степени, многими медалями. Почётный металлург.